# Branko Dude
Branko Dude, hrvaški general, * 7. avgust 1913, † 1997.

## Življenjepis
V NOVJ in KPJ je vstopil leta 1941. Med vojno je bil poveljnik več enot 1. dalmacijski udarni bataljon, 3. dalmacijske brigade, 9. dalmacijske brigade.
Po vojni je končal šolanje na sovjetski Vojaški akademiji Frunze in operativno šolo VVA JLA. Po vojni je bil poveljnik divizije, načelnik štaba vojnega področja,... Upokojen je bil leta 1965.

## Odlikovanja
- Red narodnega heroja
- Red zaslug za ljudstvo
- Red bratstva in enotnosti